# Маріса Міллер
Марі́са Лі Мі́ллер (англ. Marisa Lee Miller, до шлюбу Бертетта (англ. Bertetta); нар. 6 серпня 1978, Санта-Крус, Каліфорнія, США) — американська супермодель та акторка.

## Життєпис
Маріса Лі Бертетта народилася 6 серпня 1978 в каліфорнійському місті Санта-Крус, в родині Кристі (до шлюбу Уселдінгер) й Маоку Бертетта.
Була одружена з Джимом Міллером з 2000 по 2002 роки. Після розлучення залишила його прізвище. 15 квітня 2006 року одружилася з продюсером Ґріффіном Ґессом.

## Кар'єра
Була однією з «ангелів» Victoria's Secret з 2007 по 2010 роки, з'являлася на сторінках каталогу компанії з 2003 року. Також знімалася для обкладинок журналів «Perfect 10» і «Sports Illustrated Swimsuit Issue» з 2002 року. Була на обкладинці журналу «Sports Illustrated» в 2008 році. Відома також по роботі в рекламі «Harley Davidson». 
Маріса Лі Міллер бере участь у благодійній організації Amercian Cancer Society.